# متنزه البحيرات الوطني
متنزه البحيرات الوطني هو متنزه وطني يقع في منطقة إيست جيبسلاند في فيكتوريا، يقع المتنزه على بُعد حوالي 245 كم شرق مدينة ملبورن العاصمة.

## الموقع والمعالم
يمتد المتنزه على مساحة تبلغ حوالي 2390 هكتار ويقع على الشاطئ الشرقي لبحيرات جيبسلاند، ويحده كلٌ من بحيرة فيكتوريا وبحيرة ريف. يشمل المتنزه شبه جزيرة سبرم ويل هيد وجزيرتي روتماه وروتماه الصغرى. يُدار المتنزه من قبل حدائق فيكتوريا بالشراكة مع المالكون التقليديون، وهم الغوناي كورناي.
تم تخصيص مساحة قدرها 1451 هكتار كمحمية طبيعية في عام 1927، وأُعلن عن المتنزه رسميًا في عام 1956. أُضيفت جزيرتا روتماه وروتماه الصغرى إلى المتنزه في عام 1978.

## وصلات خارجية
- صفحة متنزه البحيرات الوطني على موقع حدائق فيكتوريا.
- خطة إدارة متنزه البحيرات الوطني ومنتزه ساحل بحيرات جيبسلاند (PDF). كو، فيكتوريا: حدائق فيكتوريا. نوفمبر 1998. ISBN:0-7306-6289-6. مؤرشف من الأصل (PDF) في 2014-02-24.